# Passiflora biflora
Passiflora biflora là một loài thực vật có hoa trong họ Lạc tiên. Loài này được Lam. mô tả khoa học đầu tiên năm 1789.